# Педра-да-Гавеа
Педра-да-Гавеа (порт. Pedra da Gávea) — скала-монолит в Рио-де-Жанейро.
Высота над уровнем моря — 842 м. Геологически относится к системе Серра-ду-Мар.
Своё название скала получила от посетивших залив Гуанабара португальских моряков в 1502 году в честь паруса марсель (Gávea). В свою очередь монолит дал название Гавеа одному из районов Рио.
Склоны Педра-да-Гавеа покрыты лесом Тижука, вместе со статуей Христа-Искупителя и горой Корковаду имеющими статус национального парка. Ниже расположены фавелы.